# Firmin Zokou
Firmin Zokou, né le 9 mars 1984, est un taekwondoïste ivoirien, champion d'Afrique police/militaire, champion du monde francophone, vice-champion du monde et champion d'Europe 2024. En 2024 il est champion de France dans la catégorie Masters et conserve son titre en janvier 2025
Il gagne aussi la coupe de France de kickboxing en 2021
Le 17 mai 2015, il remporte la médaille d'argent lors des Championnats du monde tenu à Tcheliabinsk, en Russie dans la catégorie des poids lourds (+87 kg).
Il crée en 2015 le Kyoktoo , une discipline basée sur le karaté traditionnel et le taekwondo qui reprend l'essence même et le but premier de ces deux disciplines dans un mix dynamique et moderne recherchant l'efficacité de la pratique des arts martiaux. 
En 2021 il devient instructeur de self-défense dans l'école BSD (Budo système défense) qui est une discipline de self-défense basé sur les points vitaux et les méridiens du corps humain. Il passe la même année sa certification d'état et devient préparateur mental ce qui lui permet d'intervenir dans des structures sportives et d'entreprise.
Firmin Zokou est vice-président de l'association Sport Escale, qui est une structure caritative qui a pour but le développement du sport auprès des jeunes en Afrique.

## Palmarès

### Championnats du monde
- Médaille d'argent aux Championnats du monde de taekwondo 2015 à Tcheliabinsk, en Russie
- Champion d'Europe 2024
- Champion de france 2024

### Championnats d'Afrique
- Médaille de bronze des plus de 87 kg aux Championnats d'Afrique de taekwondo 2018 à Agadir, au Maroc
- Médaille de bronze des plus de 87 kg aux Championnats d'Afrique de taekwondo 2010 à Tripoli, en Libye

### Jeux africains
- Médaille d'or des plus de 87 kg aux Jeux africains de 2011 à Maputo, au Mozambique[2].
- Médaille de bronze des plus de 87 kg aux Jeux africains de 2015 à Brazzaville, en République du Congo
- Championnats d'Afrique des polices 2019
- Médaille d'or